# 薛姨妈
薛姨妈，中国古典名著《红楼梦》人物，薛蟠和薛宝钗之母，王夫人一母所出的親妹妹，贾宝玉的姨母。出身于四大家族之王家，都太尉统制县伯王公之孙，父亲曾管理各国进宫朝贺与外交贸易事务，并承办过接驾盛典，其兄乃九省统制兼九省都检点王子腾。王家世代均为高官，权势在贾家之上，财力雄厚亦远胜贾家，王家女子的嫁妆数额高于贾家同辈女子。嫁入四大家族之薛家，其夫早亡，首次出现在红楼梦第三回，第四回正式登场，带领薛氏兄妹进京，客居贾府梨香院。在第五十七回，曾溫柔安慰林黛玉。贾母常在各类家常宴会中与她对坐，聊天。与姐姐王夫人不同，她十分宠爱自己的子女。